# Senderisme

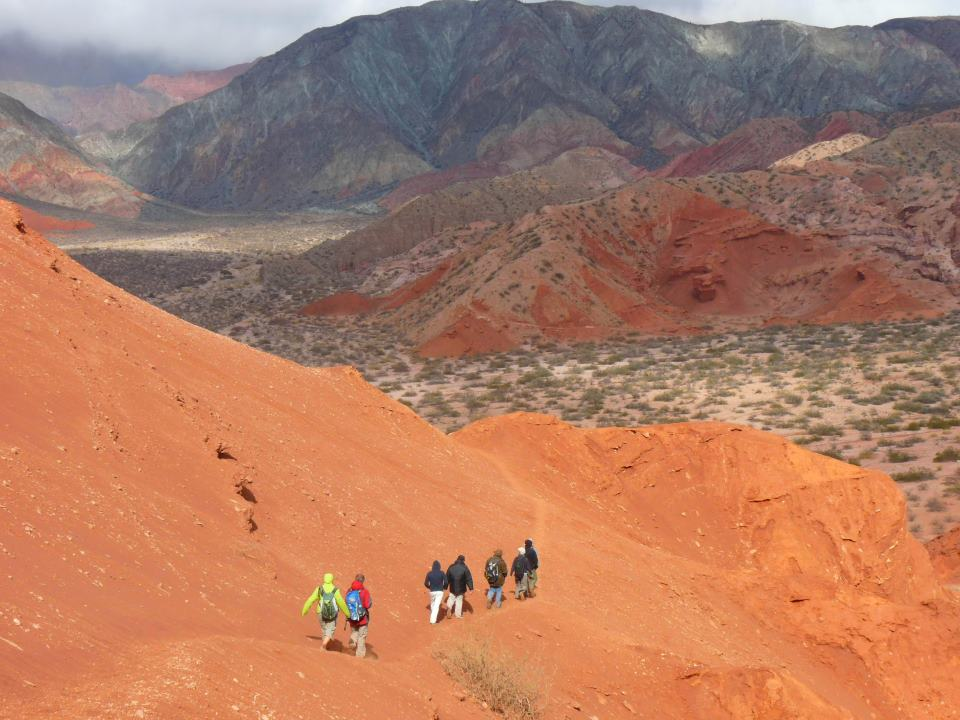

El senderisme és una activitat física o esport que consisteix a caminar a l'aire lliure generalment seguint camins o senders marcats per tal de gaudir de la natura, els paisatges i els seus elements d'interès històric i cultural. Es considera una de les formes d'excursionisme o muntanyisme, oberta al gran públic perquè no necessita una gran preparació física o tècnica. En el senderisme s'uneixen l'esport i la cultura. El traçat dels senders eviten tant com poden el pas de carreteres i camins asfaltats, així com els grans desnivells que suposen l'ascensió a pics i muntanyes.

## Els senders

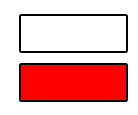
Marca de Sender de Gran Recorregut

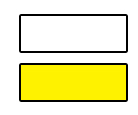
Marca de Sender de Petit Recorregut

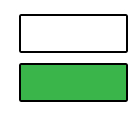
Marca de Sender Local

A Catalunya existeixen diverses tipologies de senders senyalitzats.
Per una banda, els homologats per la Federació d'Entitats Excursionistes de Catalunya (FEEC), que estan classificats en tres categories:
- Senders de gran recorregut (GR), de més de 50 km, marcats amb franges blanques i vermelles.
- Senders de Petit Recorregut (PR), d'entre 10 i 50 km, marcats amb franges blanques i grogues.
- Senders Locals (SL), de menys de 10 km, marcats amb franges blanques i verdes.

En els tres casos, les franges en paral·lel indiquen continuïtat del sender i les franges creuades en "X" indiquen direcció equivocada. La descripció dels itineraris i les seves característiques es recull en les anomenades topoguies.
Per l'altra, els no homologats, dels quals n'existeixen diverses tipologies:
- Vies verdes, per fer a peu o en bicicleta, marcades amb senyalització verda de l'Agència Catalana de Turisme.[2]
- Itineraris senyalitzats pels parcs naturals, generalment per recórrer a peu, marcats amb senyalització del Departament de Medi Ambient i Habitatge de la Generalitat de Catalunya.
- Itineraris senyalitzats per l'Agència Catalana de Turisme, marcats amb senyalització verda.
- Xarxes comarcals de senders, amb senyalització pròpia.

## La creació i manteniment dels senders
La creació i marcatge dels senders acostuma a ser iniciativa d'entitats excursionistes, ajuntaments i ens de promoció turística, però la seva homologació depèn d'organismes superiors. A nivell europeu l'organisme encarregat és la European Ramblers' Association (ERA), entitat que fixa grans itineraris a partir de GR marcats per les entitats locals. Són els Senders Europeus de Gran Recorregut, amb denominació E. A l'Estat Espanyol les diferents federacions excursionistes o de muntanya fixen els senders dins l'àmbit del seu territori, complementàriament amb la Federació d'Entitats Excursionistes de Catalunya (FEEC).
A Catalunya existeix una xarxa de senders molt extensa creada a partir de la iniciativa d'Enric Aguadé Sans, que l'any 1973 en marcà els primers trams. Actualment aquesta xarxa està mantinguda per la Federació d'Entitats Excursionistes de Catalunya. Al País Valencià i les Illes Balears aquesta tasca la duen a terme la Federació d'Esports de Muntanya i Escalada del País Valencià i la Federació Balear de Muntanyisme i Escalada, respectivament.
Mentre que Catalunya manca d'un model de senyalització de senders oficial promogut des de l'administració pública, circumstància que desemboca en la profusió de diversos models de senyals diferents implantats al territori, al País Valencià, en canvi, la llei estipula que els senders que poden accedir al Registre Públic de Senders de la Comunitat Valenciana han d'estar classificats i senyalitzats d'acord amb unes tipologies i característiques concretes. Pel que fa a la senyalització dels senders homologats a Catalunya, la Federació d'Entitats Excursionistes de Catalunya (FEEC) ha editat un Dossier Tècnic de Senyalització de Senders.

## Equipament
Si bé l'equipament pot variar molt pel tipus de recorregut, o el temporal, l'equip imprescindible per a recórrer una sendera de mitjana o llarga distància és el següent:
- Calçat: Botes de muntanya, recomanables les de mitja canya o canya alta (per a protegir el turmell).
- Motxilla de senderisme: Una motxilla còmoda on introduir l'essencial intentant tenir el menor pes possible.
- Roba: Malles, tèrmica, samarreta tècnica, pantalons de senderisme, polar, jaqueta, impermeable.
- Elements per a protegir del sol: Ulleres de sol, gorra, capell, crema solar.
- Eines de navegació: GPS, brúixola, mapa a paper.
- Material de primers auxilis: farmaciola, manta tèrmica, navalla multiusos.[6]